# پگسن (دهانه)
پگسن یک دهانه برخوردی در ماه‌ است.

## دهانه‌های اقماری
این دهانه ۳ دهانه اقماری دارد.
| Pogson | عرض جغرافیایی | طول جغرافیایی | قطر          |
| ------ | ------------- | ------------- | ------------ |
| C      | ۴۱.۵° S       | ۱۱۱.۵° E      | ۲۰.۰ کیلومتر |
| G      | ۴۲.۷° S       | ۱۱۲.۷° E      | ۳۹.۰ کیلومتر |
| F      | ۴۲.۰° S       | ۱۱۴.۶° E      | ۳۵.۰ کیلومتر |